# Come to Daddy
Come to Daddy — мини-альбом британского электронного музыканта Ричарда Дэвида Джеймса, выпущенный под псевдонимом Aphex Twin 6 октября 1997 года на лейбле Warp Records. Заглавный трек занял 36 место в UK Singles Chart

## Музыка
На протяжении всего альбома ярко выражается дрилл-н-бес,проявляющийся в каждом треке с альбома.Шесть из восьми треков Come to Daddy содержат вокал
По словам Шона Бута из Autechre , трек Джеймса Bucephalus Bouncing Ball является реакцией на их трек Drane, на который они затем ответили треком Drane2

## Упаковка винила
Упаковка Come to Daddy представляет собой черные буквы на белом фоне. Вся информация, списки треков и тексты песен напечатаны одинаково. На упаковке присутствуют две фотографии,сделанных Стефаном ДеБатселье и цифровым способом измененные Крисом Каннингемом , с использованием искажённого лица Джеймса вместо лиц детей. Ричард использовал своё лицо в качестве обложки для пяти своих релизов: альбомов ...I Care Because You Do и Richard D. James Album , EP Donkey Rhubarb , Come to Daddy и синглаWindowlicker

## Критический приём
Сайт Allmusic оценил Come to Daddy на 4 из 5 звёзд
Сайт Almost Cool оценил EP на 8 из 10 баллов,добавив :"Это работа сумасшедшего? Вполне возможно, но я, по крайней мере, надеюсь, что Ричард Д. Джеймс достаточно долго не будет надевать на себя смирительную рубашку, чтобы записать еще несколько альбомов. В то время как его последний альбом был упражнением в причудливости, Come To Daddy — это экскурсия в причудливость. Хотя это всего лишь EP из восьми песен, он снова пересекает границу музыкальных крайностей и идет прямо к перевороту мыслей."
Pitcfork оценил мини-альбом на 7,2 из 10 баллов : "Честно говоря, Aphex Twin в последнее время меня немного пугает. Поверх психотического, извращенного драм-н-баса звучат психотические, извращенные голоса, говорящие что-то вроде "Я съем твою душу / Иди к папочке" и "Ох ты / Грязный маленький мальчик". Это также проливает новый свет на его странную To Cure A Weakling Child. Может, это только я, но мне просто хочется усадить его и сказать: "Я не знаю, Ричард. Хорошее прикосновение, плохое прикосновение, понимаешь?" "

## Трек лист
| №                   | Название                                    | Длительность |
| ------------------- | ------------------------------------------- | ------------ |
| 1.                  | «Come to Daddy»                             | 4:22         |
| 2.                  | «Flim»                                      | 2:57         |
| 3.                  | «Come to Daddy (Little Lord Faulteroy mix)» | 3:50         |
| 4.                  | «Bucephalus Bouncing Ball»                  | 5:44         |
| 5.                  | «To Cure a Weakling Child (Contour Regard)» | 5:10         |
| 6.                  | «Funny Little Man»                          | 3:58         |
| 7.                  | «Come to Daddy (Mummy mix)»                 | 4:24         |
| 8.                  | «IZ-US»                                     | 2:57         |
| Общая длительность: | Общая длительность:                         | 33:22        |

| №                   | Название                                    | Длительность |
| ------------------- | ------------------------------------------- | ------------ |
| 1.                  | «Come to Daddy»                             | 4:22         |
| 2.                  | «Flim»                                      | 2:57         |
| 3.                  | «Come to Daddy (Little Lord Faulteroy mix)» | 3:50         |
| 4.                  | «Bucephalus Bouncing Ball»                  | 5:44         |
| 5.                  | «To Cure a Weakling Child (Contour Regard)» | 5:10         |
| 6.                  | «Funny Little Man»                          | 3:58         |
| 7.                  | «Come to Daddy (Mummy mix)»                 | 4:24         |
| 8.                  | «IZ-US»                                     | 2:57         |
| 9.                  | «forgotten life path»                       | 2:28         |
| 10.                 | «bank lullaby»                              | 1:49         |
| 11.                 | «28 organ 1.1 [ru,ec,+9]»                   | 6:40         |
| Общая длительность: | Общая длительность:                         | 44:17        |